# Josefa Iloilo
Josefa Iloilovatu Uluivuda, conhecido como Josefa Iloilo (Ba, 29 de dezembro de 1920 – 6 de fevereiro de 2011) foi um político de Fiji que foi presidente do seu país de 2000 até 2009, com exceção de um breve período entre 5 de dezembro de 2006 a 4 de janeiro de 2007. Como muitas pessoas das Ilhas Fiji, ele raramente usava seu sobrenome e era conhecido simplesmente como Josefa Iloilo. Ele anunciou, em 28 de julho de 2009, que estaria deixando o cargo em 30 de julho. Aos 88 anos de idade, ele era, na época, o mais antigo chefe de estado do mundo.